# 트롬본 챔프
트롬본 챔프(Trombone Champ)는 홀리와우스튜디오(Holy Wow Studios)에서 개발 및 퍼블리싱한 트롬본 기반 리듬 게임으로, 2022년 9월 15일에 출시되었다. 리듬 게임 타이틀인 기타 히어로(Guitar Hero) 및 Wii Music과 게임 플레이가 유사하며, 플레이어는 음표 프롬프트에 대한 입력 타이밍을 맞춰야 한다. 화면에 표시되며 정확도가 높아져 더 많은 포인트와 더 높은 점수를 얻을 수 있다. 데뷔한 인디 타이틀은 인터넷 밈이 된 후 스팀 (서비스)에서 광범위한 인기를 얻었다. 제26회 연례 D.I.C.E 기간 동안 영국 아카데미 게임상 데뷔 게임 부문과 올해의 가족 게임 부문 후보에 올랐다.